# Galium debile
Galium debile är en måreväxtart som beskrevs av Nicaise Auguste Desvaux. Galium debile ingår i släktet måror, och familjen måreväxter. Inga underarter finns listade i Catalogue of Life.